# Larentia approximata
Larentia approximata är en fjärilsart som beskrevs av Barend J. Lempke 1950. Larentia approximata ingår i släktet Larentia och familjen mätare. Inga underarter finns listade i Catalogue of Life.